# Unione Polisportiva Foggia 1941-1942
Questa voce raccoglie le informazioni riguardanti  l'Unione Polisportiva Foggia nelle competizioni ufficiali della stagione 1941-1942.

## Rosa
| N. |                   | Ruolo | Calciatore           |
| -- | ----------------- | ----- | -------------------- |
|    | Italia (bandiera) | A     | Antonio Belardinelli |
|    | Italia (bandiera) | A     | Ernesto Bertè        |
|    | Italia (bandiera) | A     | Nicola Bruno         |
|    | Italia (bandiera) | P     | Paolo Caracozza      |
|    | Italia (bandiera) | C     | Giuseppe Carrara     |
|    | Italia (bandiera) | D     | Michelangelo Ciccone |
|    | Italia (bandiera) | P     | Antonio Cordiano     |
|    | Italia (bandiera) | D     | Antonio D’Argenio    |
|    | Italia (bandiera) | D     | Carmine D'Argenio    |
|    | Italia (bandiera) | A     | Luigi Davello        |
|    | Italia (bandiera) | A     | Giuseppe Delle Pace  |
|    | Italia (bandiera) | C     | Remo Frigerio        |
|    | Italia (bandiera) | C     | Alfredo Galante      |
|    | Italia (bandiera) | D     | A. Giampietro        |
|    | Italia (bandiera) | C     | Giuseppe Giuva       |

| N. |                   | Ruolo | Calciatore          |
| -- | ----------------- | ----- | ------------------- |
|    | Italia (bandiera) | A     | Fiorenzo Jannicello |
|    | Italia (bandiera) | A     | Nicola Leone        |
|    | Italia (bandiera) | C     | Vincenzo Marsico    |
|    | Italia (bandiera) | C     | Antonio Marte       |
|    | Italia (bandiera) | C     | Nazario Mazzone     |
|    | Italia (bandiera) | P     | Alfredo Mincione    |
|    | Italia (bandiera) | D     | Antonio Notari      |
|    | Italia (bandiera) | C     | Mario Piazza        |
|    | Italia (bandiera) | A     | Walter Piva         |
|    | Italia (bandiera) | D     | Carlo Ponzanibbio   |
|    | Italia (bandiera) | A     | Dante Rossi         |
|    | Italia (bandiera) | A     | Antonio Simeone     |
|    | Italia (bandiera) | A     | Antonio Spiritoso   |
|    | Italia (bandiera) | P     | Vincenzo Toriello   |
|    | Italia (bandiera) | A     | Paolo Trovatore     |